# عوافي (أهواز)
عوافي هي قرية وتقع في إيران في قسم غيزانية الريفي. يقدر عدد سكانها بـ 714 نسمة .